# کانوئینگ در بازی‌های آسیایی ۲۰۱۴
قایق‌رانی در بازی‌های آسیایی ۲۰۱۴ در اینچئون در کره جنوبی برگزار شد. تاریخ برگزاری این رقابت‌ها ۲۷ ستامپر تا ۲ اکتبر ۲۰۱۴ بود.

## جدول مدال
| رتبه  | کشور            | طلا | نقره | برنز | مجموع |
| 1     | چین (CHN)       | ۵   | ۴    | ۵    | ۱۴    |
| 2     | قزاقستان (KAZ)  | ۵   | ۳    | ۲    | ۱۰    |
| 3     | ژاپن (JPN)      | ۳   | ۱    | ۳    | ۷     |
| 4     | ازبکستان (UZB)  | ۲   | ۱    | ۲    | ۵     |
| 5     | کره جنوبی (KOR) | ۱   | ۱    | ۱    | ۳     |
| 6     | چین تایپه (TPE) | ۰   | ۴    | ۰    | ۴     |
| 7     | ایران (IRI)     | ۰   | ۲    | ۳    | ۵     |
| Total | Total           | ۱۶  | ۱۶   | ۱۶   | ۴۸    |